# Jeremiah Dixon
Pour les articles homonymes, voir Dixon.
Jeremiah Dixon (né à Cockfield, Comté de Durham le 27 juillet 1733 – mort à Cockfield le 22 janvier 1779) est un géomètre et astronome anglais.
Il est essentiellement connu pour ses travaux entre 1763 et 1767 avec Charles Mason dans le tracé de ce qui deviendra la ligne Mason-Dixon.

## Biographie

### Débuts
Jeremiah naquit de George Dixon et Mary Hunter à Cockfield près de Bishop Auckland dans le Comté de Durham, cinquième d'une famille de sept enfants. Son père était un quaker aisé, propriétaire d'une mine de charbon.
Il fait ses études à l'école John Kipling de Barnard Castle avec son grand frère nommé George. Il s'intéresse alors à l'astronomie et aux mathématiques et se lie d'amitié avec le mathématicien William Emerson et les astronomes John Bird et Thomas Wright.
On sait peu de chose des débuts de sa carrière, si ce n'est que son grand frère lui aurait appris le métier.

### Transit de Vénus de 1761
La Royal Society se préparait depuis un siècle à l'observation du transit de Vénus de 1761. Dixon fut vraisemblablement recommandé par John Bird auprès de la Society. Il est désigné comme assistant de Charles Mason et sont affectés à l'observation depuis le comptoir anglais de Bengkulu à Sumatra.
L'expédition est calamiteuse et doit renoncer à atteindre Sumatra. Mason et Dixon s'établissent au Cap de Bonne-Espérance où ils érigent un observatoire de fortune et mesurent le transit le 6 juin 1761. La précision de leur travail sera saluée par la communauté scientifique.
Dixon retourne plus tard au Cap avec l'horloge conçue par Nevil Maskelyne pour mener des expérimentations sur la gravité.

### Ligne Mason-Dixon
Les dirigeants de la Pennsylvanie et du Maryland, Thomas Penn et Frederick Calvert, signèrent en 1763 un accord avec l'Angleterre pour la résolution du conflit qui les opposait et qui concernait le tracé de la frontière entre leurs provinces. Les géomètres locaux n'arrivaient pas à établir précisément ces frontières en utilisant les techniques classiques. La Royal Society dépêche alors Dixon et Mason qui arrivent à Philadelphie en novembre 1763 et se consacrent à cette tâche jusqu'à fin 1766 en utilisant des méthodes basées sur l'astronomie.
Sur la requête de la Royal Society, ils prolongent ensuite leur séjour pour calculer le méridien de la péninsule de Delmarva dans le Maryland. Ils effectuent également plusieurs mesures de gravité avec le même instrument que Dixon avait utilisé en 1761. Ils sont tous deux nommés membres correspondants de la Société philosophique américaine de Philadelphie, Mason en 1767 mais sans qu'on sache vraiment pourquoi, Dixon fut refusé puis admis à la session suivante. Il ne participe à aucune réunion de la Société.
Dixon se fait aussi remarquer en Amérique par ses positions contre l'esclavage qui offense sa culture quaker. On relate qu'il désarma et mit en déroute un maître qui battait une esclave (il était d'une carrure imposante).
Revenu en Angleterre, il conserva le fouet confisqué comme un trésor de famille.

### Retour en Europe
Réunis par le transit de Vénus de 1761, Dixon et Mason sont séparés par celui de 1769, ce dernier refusant une expédition trop lointaine.
C'est donc avec William Bayly que Dixon part en Norvège pour cette observation. Ils se séparent afin de minimiser la probabilité qu'elle soit empêchée par les conditions météorologiques, Dixon s'installa sur une des îles Hammerfest et Bayly au Cap Nord. Ils observèrent également l'éclipse solaire qui eut lieu le lendemain.
Revenu en Angleterre en juillet 1770, Dixon reprend en dilettante son activité de géomètre dans le Comté de Durham, il s'adonne aussi au dessin pour lequel il a toujours été doué. Il est admis membre de la Royal Society en 1773.
Il meurt célibataire et sans enfants à Cockfield le 22 janvier 1779, il repose dans une tombe non marquée du cimetière Quaker de Staindrop. On prête à l'alcoolisme sa longévité plutôt courte, défaut qu'il aurait hérité de son père.

### Postérité
- Il est parfois considéré que l'appellation populaire Dixie pour les états du sud des États-Unis provient indirectement de son nom par l'intermédiaire de la ligne Mason-Dixon[2].
- Il est avec Mason un des protagonistes du roman de Thomas Pynchon Mason & Dixon (1997). La chanson Sailing to Philadelphia dans l'album éponyme de Mark Knopfler fait également référence à eux.
- Le théodolite qu'il avait utilisé en Amérique fut donné par un descendant de sa famille au musée de la Royal Geographical Society[3].